# Раса-ліла

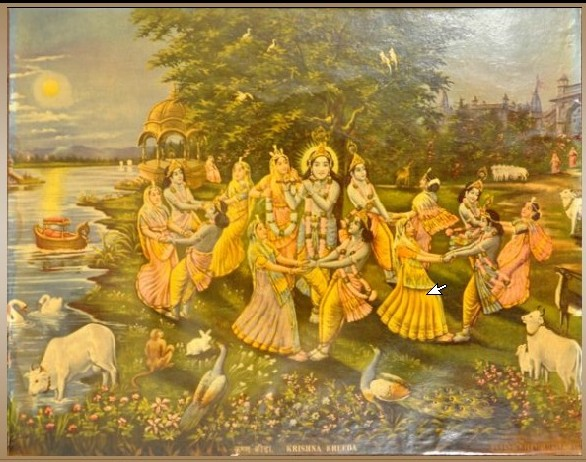
Крішна Ліла

Раса-ліла (rāsa-līlā IAST), також танець раса — епізод із життя Крішни, описаний у 10-й пісні класичного санскритського тексту «Бхаґавата-Пурана». У традиціях кришнаїзму а раса-ліла розглядається як найбільш піднесений і священний вияв божественної любові. Раса-ліла — це танець Крішни з його коханою Радгою та її вісьмома супутницями — гопі.